# Гатакр, Уильям Форбс
Сэр Уильям Форбс Гатакр (англ. William Forbes Gatacre; 3 декабря 1843, Herbertshire Castle, Фолкерк — 18 января 1906, Гамбела) — британский военачальник, генерал-лейтенант.

## Биография
Уильм Форбс Гатакр был третьим сыном дворянина Эдварда Ллойда Гатакра из Шропшира и его супруги Джесси Форбс. Он родился в 1843 году в в Шотландии, в замке Гербертшир, неподалёку от Стерлинга, который принадлежал его деду по матери Уильяму Форбсу, в честь которого он был назван.
Он получил военное образование в Королевском колледже в Сандхерсте, из которого в 1862 году был выпущен энсином в 77-й пехотный полк, в составе которого отправился в Индию.
Служа в Индии, в 1864 году стал лейтенантом, а в 1870 году купил звание капитана, став одним из последних кто успел это сделать до того, как в начале 1870-х была отменена давняя британская традиция официальной покупки чинов.
В 1873—75 Гатакр, вернувшись в Британию, совершенствовал своё образование в Штабном колледже в Кэмберли, после чего, в 1875—79 годах служил в Сандхерсте преподавателем геодезии. В 1880 году он вернулся со своим полком в Индию и получил звание майора в следующем году.
Еще через год, в 1882, Гатакр был произведён в подполковники, летом в 1884 года получил под своё командование батальон, а уже в декабре 1885 был назначен заместителем генерал-квартирмейстера.
Гатакр участвовал в Хазарской экспедиции 1888 года, а затем в Бирме командовал Мандалайской бригадой. В 1890 году он получил должность генерал-адъютанта Бомбейской армии. В 1895 году в качестве командира бригады принимал участие в Читральской экспедиции, в ходе которой был деблокирован британский гарнизон осаждённого форта Читрал. Во время эпидемии чумы в Бомбее в 1896—97 годах непосредственно руководил организацией противочумных мероприятий, о чём впоследствии составил трёхтомный отчёт.
После окончания эпидемии, в том же 1897 году вернулся в Британию, где руководил бригадой в Олдершоте.
Однако, уже в начале 1898 года Гатакр со своей бригадой оказался в Судане в составе армии генерала Китченера, которому была поставлена задача подавить так называемое восстание Махди. В Судане Гатакр командовал бригадой в битве при Атбаре и дивизией из двух бригад в битве при Омдурмане. В обоих сражениях отличился личной храбростью.
Вернувшись в Великобританию, около года (с конца 1898 по конец 1899) руководил Восточным военным округом.
С началом Второй англо-бурской войны Гатакр, повышенный до генерал-лейтенанта, отправился в Южную Африку, где был назначен начальником 3-й дивизии. Поскольку от дивизии Гатакра постепенно отряжались войска для усиления других британских соединений, она вскоре фактически сократилась до размеров бригады. Он был командующим британским генералом в ходе крайне неудачного для британцев сражения при Стормберге, в ходе которого британцы потеряли 135 человек убитыми, несколько сотен ранеными и 696 (целый батальон, который Гатакр забыл эвакуировать) сдался в плен. Потеря пленными целого батальона в колониальном конфликте была совершенно экстраординарным событием, которое закономерно настроило общественное мнение против Гатакра. Он был немедленно отозван в Великобританию, где вновь занял должность командующего Восточным военным округом, а в 1904 году окончательно вышел в отставку.
Пытаясь восстановить свою репутацию, Гатакр в 1906 году отправился в Судан. По Судану он совершил сложнейший переход в стороны Гамбелы, где император Эфиопии Менелик II планировал создать британско-эфиопскую торговую факторию. Однако, неподалёку от Гамбелы генерал Гатакр скончался от лихорадки.
Генерал Гатакр имел репутацию прямолинейного и смелого человека, требовательного как к себе, так и к другим. Солдаты называли его «Генерал Спинолом»  из-за склонности к организации длительных пеших переходов в полной выкладке. В атаку Гатакр неизменно шёл впереди своих солдат. Был образован, но не обладал навыками, необходимыми для хорошего стратега.
Генерал Гатакр был женат дважды. Его первый брак продлился с 1876 по 1892 год и закончился разводом. От первого брака у него было трое сыновей, младший из которых, Джон Кирван Гатакр, в чине майора погиб в 1914 году во Франции. После развода Гатакр женился вторично. Его вдова (вторая жена) леди Беатриса Гатакр написала его подробную биографию, которая была опубликована в Лондоне в 1910 году.

## Артур Конан Дойло генерале Гатакре
На пути буров, наступавших через Стормберг, стоял второй британский отряд. Им командовал генерал Гатакр, человек, прославившийся бесстрашием и неутомимой энергией, хотя его критиковали, особенно во время кампании в Судане, за то, что он без необходимости подвергал своих солдат чрезмерным нагрузкам. Они, с грубым солдатским юмором, называли его «Генерал Спинолом». Вид его длинной костлявой фигуры, худого лица Дон-Кихота и решительного подбородка свидетельствовал о личной внутренней силе, однако вряд ли мог достаточно убедить в том, что генерал обладает теми способностями, которые дают право на высшее командование. В бою при Атбаре он, командир бригады, первым добрался до колючего ограждения неприятеля и разодрал его собственными руками — геройский поступок для солдата, однако для генерала подвиг сомнительный. Этот эпизод лучше всего проявляет как сильные, так и слабые стороны этого человека.
— Конан Дойл А. Англо-Бурская война (1899–1902). — М.: Эксмо, 2004.